# Kriegsgericht (Film)
Kriegsgericht ist ein deutscher Antikriegsfilm von Gero Wecker aus dem Jahre 1959, der von der Arca-Filmgesellschaft mbH in Berlin hergestellt wurde, mit Karlheinz Böhm in einer Hauptrolle. Grundlage war die Erzählung „Kreuzer Pommern“ von Will Berthold in der Zeitschrift Revue. Er handelt von der Anklage und der Verurteilung von Marinesoldaten wegen Fahnenflucht im Zweiten Weltkrieg und wurde in schwarz-weiß gedreht.

## Handlung
Drei schiffbrüchige deutsche Marinesoldaten, Oberleutnant Düren, Fähnrich Stahmer und Maat Hinze, werden von einem deutschen U-Boot gerettet. Nachdem sich herausgestellt hat, dass sie die einzigen Überlebenden der Versenkung des Kriegsschiffes Pommern sind, werden sie zunächst als Helden gefeiert und dekoriert. Einem Ermittler fallen daraufhin jedoch Ungereimtheiten in den Berichten der drei auf, und er erwägt die Möglichkeit, dass sie das Schiff aus Eigeninteresse bewusst verlassen haben. Er erwirkt ein Gerichtsverfahren und tritt dort mit dem Vorwurf der Fahnenflucht auch selbst als Ankläger auf. Wegen dieser Personalunion beantragt der gemeinsame und in Sachen Militärgerichtsbarkeit unerfahrene Verteidiger der drei erfolglos, ihn als befangen abzulehnen. Die drei beteuern zunächst ihre Unschuld, als sie sich jedoch mehr und mehr in Widersprüche verwickeln, räumt einer nach dem anderen ein, das Schiff vorzeitig verlassen zu haben, reklamieren jedoch, zum Teil stark emotionalisiert, dass keiner ihrer Kameraden dadurch zu Schaden gekommen sei, wohingegen ein weiteres Verbleiben ihrerseits auf dem Schiff nur ihren unnötigen Tod ohne Nutzen für andere zur Folge gehabt hätte. Alle drei werden schließlich zum Tode verurteilt.

## Produktionsnotizen
Der Film entstand im Atelier Berlin-Pichelsberg. Die Uraufführung erfolgte am 16. April 1959 im EM-Theater Stuttgart.

## Rezeption
Der Spiegel 12/1959 veröffentlichte einen Artikel über den Film und seine Roman-Grundlage. Diese habe sich an das Schicksal des Kriegsschiffes Bismarck angelehnt, wobei im Artikel die Umstände der Desertion als zweifelhaft eingestuft werden. Weiter zweifelt der Artikel die Authentizität der emotionalen und engagierten Verteidigungsrede des Rechtsanwaltes sowohl im persönlichen Gespräch mit dem Richter als auch im Plädoyer vor Gericht in Anbetracht realer Militärgerichtsbarkeit im Dritten Reich an. Ferner bewertet er weitere dramaturgische Effekte wie Überblendtechniken in der Urteilsszene und das Einspielen eines Soldatenliedes.

## Kritik
„Ein phrasenhafter Antikriegsfilm, zudem im Problemansatz fragwürdig.“

## Sonstiges
Der Film ist bei e-m-s auf DVD erschienen.
Der Film war bei den Internationalen Filmfestspielen von Cannes 1959 nominiert.